# Bergse Heide
De Bergse Heide is een natuurgebied aan de zuidrand van de Geulvallei, nabij Berg in de Nederlandse gemeente Valkenburg aan de Geul.
Het gebied is eigendom van de Stichting Limburgs Landschap en omvat, samen met het aansluitende natuurontwikkelingsgebied Ingendael, ongeveer 185 ha. Het gebied omvat plateaubos, hellingbos en vochtig grasland in het dal van de Geul.

## Geschiedenis
Menselijke bewoning laat zich traceren vanaf 3500 v. Chr. In de omgeving werden grafheuvels aangetroffen. De hellingen werden als hakhoutbos en weidegrond gebruikt. Met name de schaapskudden zorgden ervoor dat op het plateau heidevelden ontstonden. Vanaf 1950 werd de heide beplant met fijnspar en Japanse lariks.
Het Geuldal werd vanaf 1201 ontgonnen door de Abdij van Sint Gerlach. Ook delfstoffen werden ontgonnen: vuursteen vanaf 2500 v. Chr. en mergelsteen vanaf de Romeinse tijd. In de late middeleeuwen werden ook ondergrondse mergelgroeven geopend. Zand en grind werd gewonnen in de open Meertensgroeve. Deze groeve is tegenwoordig onderdeel van het natuurgebied en wordt open gehouden. Hier leven de vroedmeesterpad en de geelbuikvuurpad. Het kalkdoorntje en de sikkelsprinkhaan zijn zeldzame sprinkhaansoorten die er te vinden zijn.
In 1970 kwam de Bergse Heide in bezit van het Limburgs Landschap, en Ingendael (vochtig grasland in het Geuldal) werd in 1996 aan het gebied toegevoegd. In 1973 en 1974 werd een andere open groeve in het gebied met bos beplant, en een voormalige stortplaats op het plateau, de Langen Akker, kreeg een natuurlijk beheer vanaf 2005. Deze stort wordt bedekt door grasland. De Strabeek, van het noordelijk gelegen Ravensbosch afkomstig, werd weer naar de Geul geleid.

## Gebied

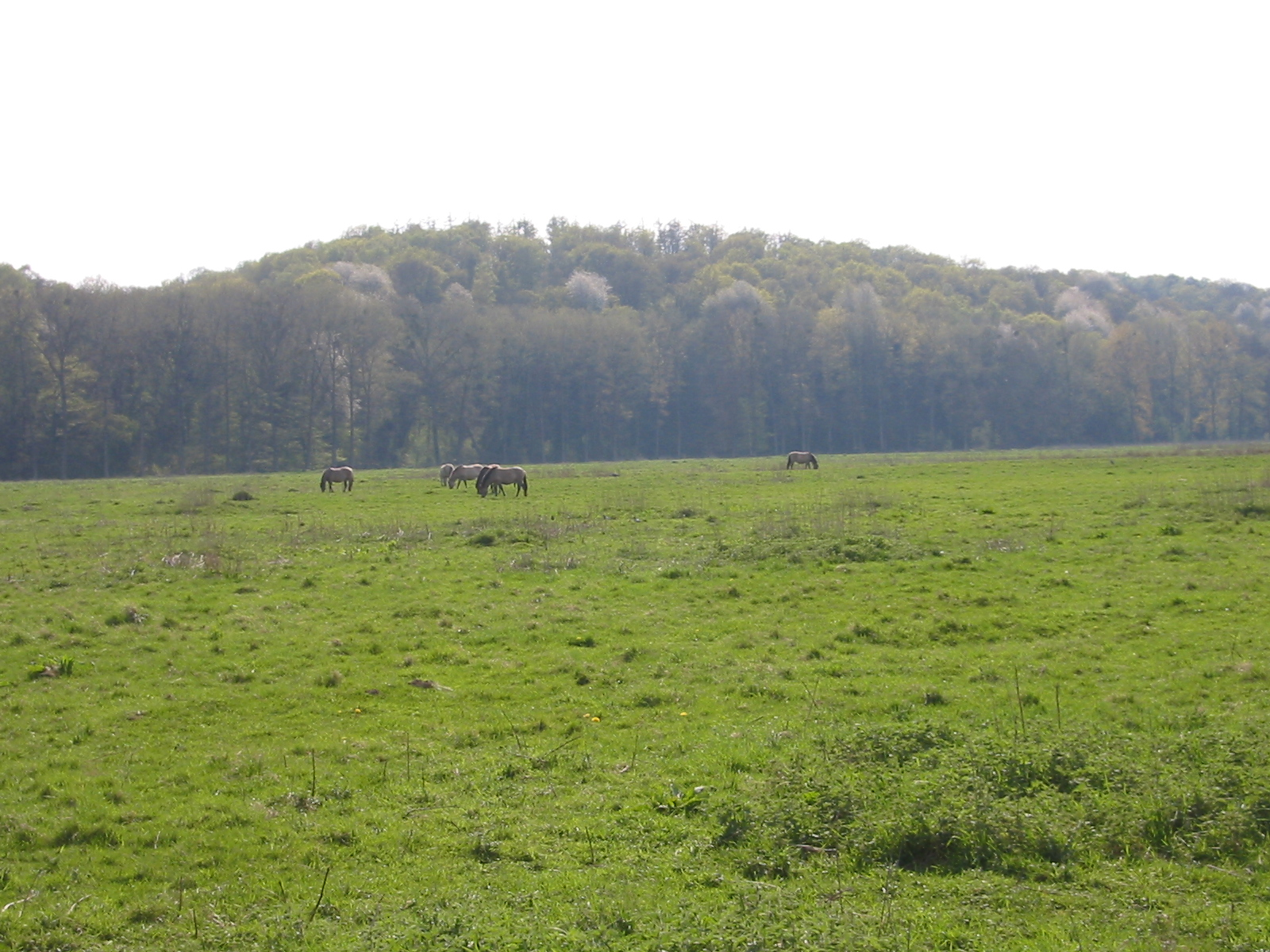
Natuurgebied Ingendael

Het landschap van Ingendael, voormalig akker- en weidegebied, wordt omgevormd naar meer natuurlijk vochtig grasland. Er vindt begrazing plaats met konikpaarden en gallowayrunderen. Veel vogels, zoals watersnip, bokje, waterral en kwartelkoning.

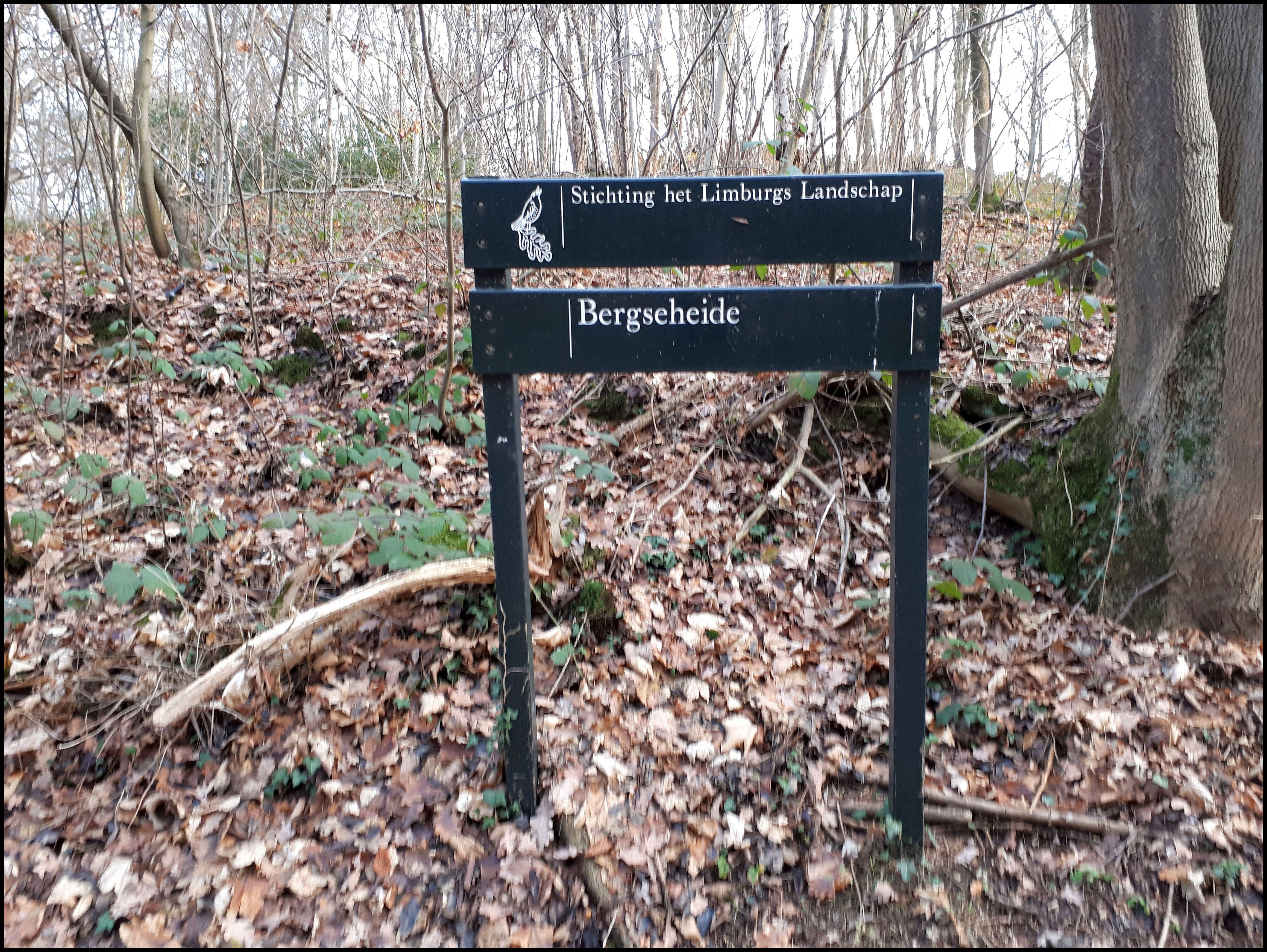
Bergse Heide

De Geul kreeg weer een natuurlijk verloop. Hier broeden grote gele kwikstaart en ijsvogel. Aan de oevers vindt men wilgen-elzenbos. Van de flora kunnen kleine kaardebol en geoord helmkruid worden genoemd.
Het hellingbos omvat onder meer essen en zomereiken. De ondergroei omvat muurhavikskruid, bosbingelkruid, aardbeiganzerik, eenbloemig parelgras, grote veldbies, ruig klokje en eenbes. De bosrank groeit er welig.
Op het plateau vindt men een armere bodem: struikheide, blauwe bosbes, tormentil en brem en jeneverbes groeien er. Hier bestaat het bos uit zomereik, wintereik, ruwe berk, hazelaar, haagbeuk en beuk. Mispel en tweestijlige meidoorn worden er gevonden.
In de oude bossen huizen vijf soorten spechten, waaronder de middelste bonte specht. Ook boomklever en grauwe vliegenvanger leven er, evenals das en steenmarter.

## Groeves
In het natuurgebied liggen meerdere kalksteengroeves, waaronder:
- Viltergroeve
- Meertensgroeve (dagbouw)
- Wolfsdriesgroeve
- Kloostergroeve
- Groeve boven Kloostergroeve
- Groeve het Paradijsbergske Ia
- Groeve het Paradijsbergske I
- Groeve Nieuw Paradijsbergske
- Groeve het Paradijsbergske II
- Groeve het Paradijsbergske IIa
- Groeve het Paradijsbergske III
- Heidegroeve (Geulhem)
- Barakkengroeve
- Gangen onder de Studentengroeve
- Studentengroeve
- Koepelgroeve
- Amorgroeve (Bergske van Rosalie)
- Verdwenen Grotwoningen Geulhem
- Rotswoningen van Geulhem
- Geulhemmergroeve